# گورستان خرسنگی شهرک علی‌آباد
گورستان خرسنگی شهرک علی‌آباد در شهرستان پاسارگاد، بخش مرکزی، دهستان کمین، روستای علی‌آباد، ۳/۵ کیلومتری شمال جاده سعادت‌شهر به ارسنجان واقع شده و این اثر در تاریخ ۳۰ بهمن ۱۳۸۶ با شمارهٔ ثبت ۲۰۷۵۰ به‌عنوان یکی از آثار ملی ایران به ثبت رسیده است.